# Euxoa compressipennis
Euxoa compressipennis là một loài bướm đêm trong họ Noctuidae.